# روبرتو پیرنو
روبرتو پیرنو (انگلیسی: Roberto Pierno؛ زادهٔ ۱۴ فوریهٔ ۲۰۰۱) بازیکن فوتبال است.